# Diecezja smoleńska
Diecezja smoleńska – biskupstwo Kościoła katolickiego, założone w 1611 przez króla Zygmunta III Wazę po odzyskaniu Smoleńska z rąk Rosjan w czasie wojny polsko-rosyjskiej 1609–1618. Powstała z wyłączenia terytorium z diecezji kijowskiej.
Erygowanie nowej diecezji zatwierdził w 1618 Sejm, przeznaczając liczne dobra na jej uposażenie. Jednak przez pierwsze 20 lat nie powoływano biskupa, zarząd diecezji pozostawał w rękach  administratorów. Dopiero król Władysław IV Waza po podpisaniu pokoju w Polanowie z Rosją, uczynił w 1637 Piotra Parczewskiego pierwszym biskupem smoleńskim. Jako najmłodszy, biskup smoleński zasiadał na ostatnim siedemnastym miejscu w Senacie.
Po ostatecznym zajęciu Smoleńszczyzny przez Rosjan w 1667, terytorium biskupstwa skurczyło się do czterech parafii, a pozbawiony znaczenia biskup z roczną pensją 20 000 złp, stale odtąd rezydował w Warszawie.